# Kościół św. Michała Archanioła w Jabłonnie
Kościół świętego Michała Archanioła w Jabłonnie – rzymskokatolicki kościół filialny należący do parafii Najświętszego Serca Jezusowego w Jabłonnie (dekanat grodziski archidiecezji poznańskiej).
Dokładna data budowy świątyni nie znana, źródła podają okres od XVI wieku do przed 1725 rokiem. Odnowiona została w 1872 roku. Remontowana była na przełomie lat 70. i 80. XX wieku.
Budowla jest drewniana, posiada konstrukcję sumikowo-łątkową. Świątynia jest orientowana, wybudowana została na niskiej podmurówce. Kościół jest salowy, jego prezbiterium nie jest wyodrębnione z nawy, zamknięty jest trójbocznie, z boku jest umieszczona zakrystia. Z boku nawy znajduje się kruchta. Świątynię nakrywa dach jednokalenicowy, pokryty blachą cynkową, na dachu, w części frontowej, jest umieszczona mała wieżyczką na sygnaturkę. Jest ona zwieńczona blaszanym dachem hełmowym z latarnią. Wnętrze nakryte jest płaskim stropem z zaskrzynieniami. Chór muzyczny jest podparty czterema słupami i charakteryzuj się z małym, klasycystycznym prospektem organowym oraz wyrytą datą „1725” na belce. Ołtarz główny w stylu wczesnobarokowym pochodzi z 1. połowy XVII wieku.